# Československá obchodní banka

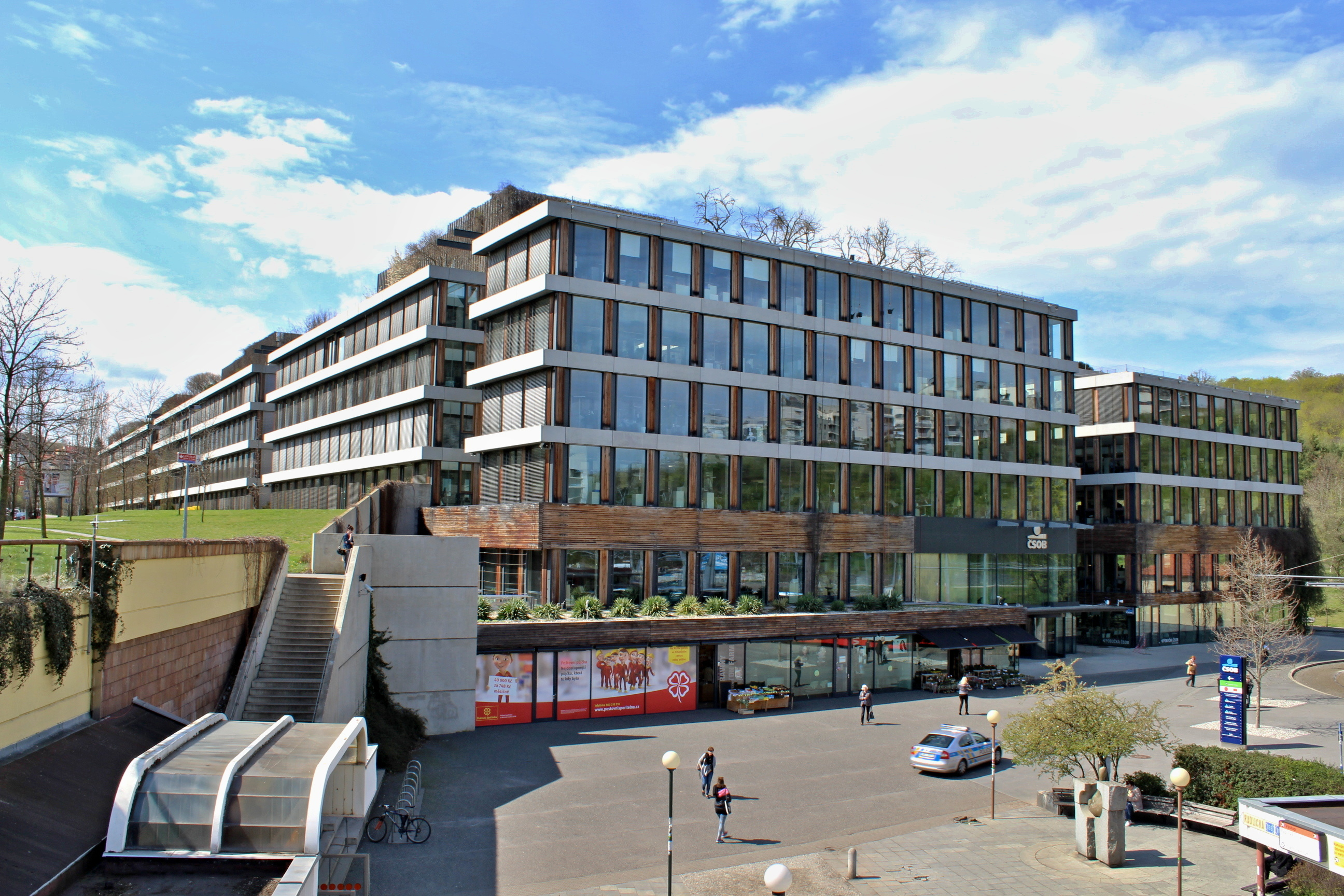
Zentrale der ČSOB in Prag

Die Československá obchodní banka a.s. (ČSOB; deutsch Tschechoslowakische Handelsbank AG, slowakische Bezeichnung: Československá obchodná banka) ist ein Kreditinstitut auf dem tschechischen und slowakischen Finanzmarkt. Die Bank ist Eigentum der belgischen Bank KBC, die zur Finanzgruppe KBC Group N.V. (Eigentümer: 100 % Aktionäre) gehört. Sie ist spezialisiert auf Bankdienstleistungen sowohl für Privatkunden als auch Firmenkunden.

## Struktur
Die Bank hat etwa 3.200.000 Kunden (in Tschechien etwa 800.000 direkt bei ČSOB, ca. 2,2 Mio. Kunden bei der Poštovní spořitelna (Postsparkasse); in der Slowakei ca. 200.000 Kunden). Die Bank betreibt 210 Filialen in Tschechien und 78 in der Slowakei. In den Filialen kann man auch Produkte anderer Gesellschaften der ČSOB-Firmengruppe beziehen – z. B. Hypotheken der Hypothekenbank oder Bausparverträge der Českomoravské stavební spořitelna (Böhmisch-Mährische Bausparkasse).
Im Mai 2007 wurde die neue Zentrale in Radlice (Prag 5) eröffnet, wo 2.500 Angestellte der Firmengruppe arbeiten.
Aufsichtsratsvorsitzender der Bank ist der Wirtschaftswissenschaftler Jan Švejnar, der 2008 bei der tschechischen Präsidentschaftswahl gegen Amtsinhaber Václav Klaus antrat.

## Geschichte
Die Bank wurde in der sozialistischen Tschechoslowakei im Jahr 1964 als Spezialbank im sogenannten Monobanksystem (Tschechoslowakische Staatsbank) gegründet und hatte die Aufgabe, den Außenhandel unter direkter Aufsicht des Staates zu finanzieren und für den tschechoslowakischen Staat Fremdwährungskredite auf internationalen Märkten aufzunehmen. Nach der Samtenen Revolution im Jahre 1989 erweiterte die Bank ihre Dienstleistungen durch den damaligen Außenhandelsbetrieb („PZO“) auch für neu gegründete Unternehmen und Privatkunden und vergrößerte ihr Filialnetz erheblich.

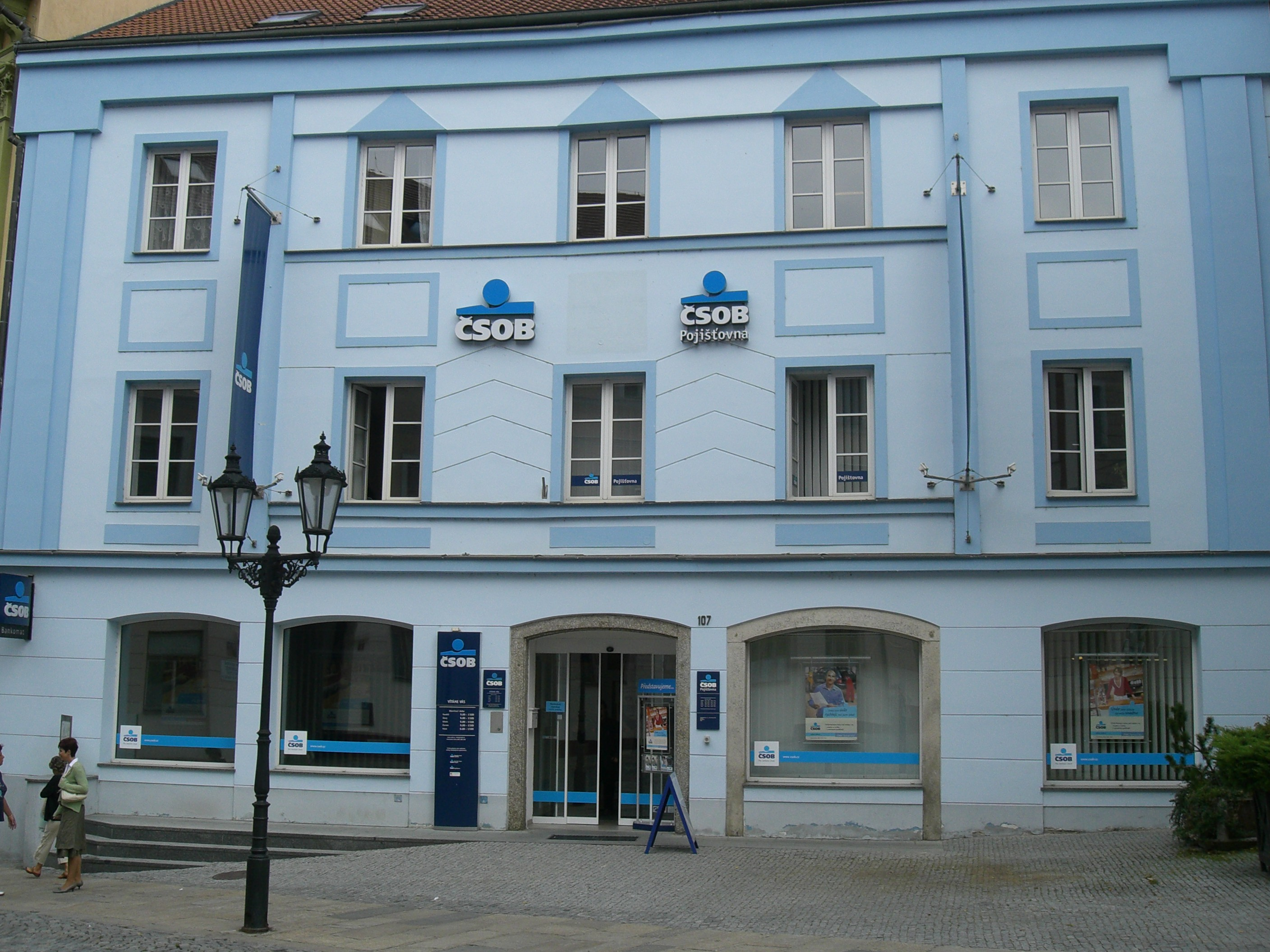
ČSOB-Filiale in Písek

Im Dezember 1997 beschloss die tschechische Regierung die Privatisierung der größten Bankhäuser in Tschechien. Bereits in der ersten Ausschreibung wurde die ČSOB zum Verkauf angeboten. Im Juni 1999 verkaufte die Tschechische Republik ihren Aktienbesitz an der ČSOB an die belgische KBC-Bank im Wert von 40 Mrd. Kč. Im Juni 2000 wurde die Investiční a poštovní banka (IPB, Investitions- und Postbank AG) nach Genehmigung der Tschechischen Nationalbank von der ČSOB übernommen. Der Mehrheitsaktionär der IPB, die japanische Nomura Holdings brachte in der Folge ein Schiedsverfahren (Arbitrage) gegen die Republik ein, in der wegen Beschädigung einer Investition entgegen dem tschechisch-niederländischen Investitionsschutzabkommen (Nomura beherrscht IPB mittels der in Niederlande registrierten Saluka) eine Kompensation verlangt wurde. Das Schiedsgericht stellte die Übernahme der IPB durch die ČSOB in Frage und gab Nomura die Möglichkeit, die reale Höhe des Investitionsschadens in einer zweiten Runde der Arbitrage darzustellen, die aber nicht stattfand. Am Ende kam es auch nicht zur Verurteilung Nomuras bezüglich des Bruches der Vertragsbedingungen zwischen Nomura und dem Fonds für nationales Eigentum Tschechiens. 
Die Causa zwischen Nomura und Tschechien wurden durch eine Vergleichsvereinbarung beendet, die von Finanzminister Vlastimil Tlustý initiiert wurde und anschließend von Topoláneks Regierung im November 2006 angenommen wurde. Zur Klärung der gesamten Angelegenheit jedoch fehlt bislang der Vergleich zwischen Nomura und ČSOB und auch zwischen Tschechien und der ČSOB. Die Verhandlungen darüber laufen noch. Die Verträge zwischen Nomura und Tschechien sollten ursprünglich bis März 2007 offengelegt werden. Am 26. April 2007 informierte Regierungschef Mirek Topolánek, dass die Verträge auch künftig nicht offengelegt werden.